# Jezebel
Jezebel este o piesă a formației britanice Depeche Mode. Piesa a apărut pe albumul Sounds of the Universe, în 2009.